# Период Урука
Период Урука био је раздобље у развоју сумерске цивилизације средином 4. миленијума пре н.е, које припада преисторијском (архајском) добу Сумера.

## Позадина
Најстарија насеља на територији средњег дела Месопотамије појавила су се у доба позног неолита. Племена која су у најдубљој старини настањивала Месопотамију живела су на острвима која су се уздизала изнад мочвара. Своја насеља градили су на вештачким земљаним насипима. Исушујући околне баруштине, они су створили најстарији систем вештачког наводњавања. Како то показују налази у Кишу, они су се служили микролитским оруђима. Могуће је да су та племена припадала најстаријем етничком слоју Предње Азије, оној јафетској групи племена којој су припадали Субарејци северне Месопотамије и Хурити северозападног Међуречја и северне Сирије.
Али, прави творци сумерско-акадске културе и државе били су Сумери, који су у Месопотамију дошли, по свој прилици, из источних планинских области. и осим њих семитска племена Акада, сродна са семитским племенима сиријско-месопотамске степе. Ископавања на територији Месопотамије омогућила су реконструкцију најстаријег, преисторијског стадија њиховог културног живота.
Уобичајено је да се архајски (преисторијски) споменици нађени на територији средње и јужне Месопотамије деле по местима најтипичнијих налаза, и то на три културна периода: на културе Ел-Обеида и Урука у Сумеру и културу Џемдет Насре (близу Киша) у Акаду. Ова три периода, који се смењују један за другим, обухватили су готово читав IV миленијум (4.000-3.000. године) пре н.е. Они су претходили образовању најстаријих држава у јужном и средњем Међуречју.

## Култура Урука
Култура Ел-Обеида трајала је врло дуго. Њене корене треба тражити у старим локалним културама горње Месопотамије. Али се већ појављују и први елементи сумерске културе. Стога се становништво Месопотамије из доба Обеида може назвати протосумерским. Следећи период сумерског архајског доба носи назив период Урука, по месту најважнијих ископавања.

### Керамика
За то доба карактеристична је нова врста керамике: глинене посуде са високим ушицама и дугим кљуном. Посуђе је направљено на грнчарском витлу, али је по својој орнаментици далеко скромније од бојене керамике из доба Обеида. То је махом проста црвена и црна керамика, са оскудним урезаним орнаментом.

### Архитектура
Узет у целини, период Урука одликује се знатним напретком грађевинарства и појавом најстаријих монументалних грађевина. У том погледу карактеристични су остаци најстарије степенасте храмовне куле (зигурата), камена основа једног храма и једна монументална грађевина, подигнута од великих цигала, са стубовима и шареним мозаицима.

### Писмо
У овом периоду настала је примитивна сликовна (пиктографска) писменост, чији су трагови сачувани на цилиндричним печатима из овог периода. На натписима је откривено укупно 1.500 сликовних знакова, из којих се постепено развило старосумерско писмо.